# Новины (Архангельская область)
Новины — деревня в Плесецком районе Архангельской области.

## География
Находится в западной части Архангельской области на расстоянии приблизительно 71 км на юг-юго-запад по прямой от административного центра района поселка Плесецк на правом берегу реки Онега.

## История
В 1873 году здесь (деревня Каргопольского уезда Олонецкой губернии было учтено 39 дворов, в 1905 — 54. До 2021 года входила в Конёвское сельское поселение до его упразднения.

## Население
Численность населения: 275 человек (1873 год), 398 (1905), 48 (русские 92 %) в 2002 году, 34 в 2010.